# Bak Áron
Bak Áron (Velemér, 1945. május 1. – Kecset, 2012. szeptember 25.) református lelkész, teológus, könyvtáros, festő.

## Élete, tanulmányai
Veleméren született, ahova szülei, Bak Sándor (1912–2005) és Técsi Ilona (1910–1995) a háború idején menekültek.
Gyermekkorát két lánytestvérével, Anikóval (Bardóczi Domokosné) és Erzsébettel (Szőke Zoltánné) együtt Udvarhelyszéken, a patakfalvi és a kányádi parókián töltötte.
Az akkori viszonyok között, lelkészgyermekként iskolai tanulmányai rendhagyó módon alakultak: bár tehetséges volt, és már általános iskolás korában díjat nyert Bukarestben néhány szénportréja, 1959-ben nem vették fel a marosvásárhelyi művészeti iskolába (ma: Marosvásárhelyi Művészeti Líceum). Ipari osztályba kényszerült járni Székelyudvarhelyen az Ipari Szakiskolában, kerámia és kályhás szakon 1962-ig. Rövid ideig (1962. jún. – 1963. okt.) kályhás mesterként dolgozott Udvarhelyen az Építészeti tröszt aprómunkásaként az első tömbházak építésénél. Az ipariskola oktatónak hívta meg, 1963 novemberétől 1966 júliusa között ott tanít. A szentkeresztbányai kórház csempekályháin az ő munkacsoportja dolgozott, később a családban, a kányádi, székelyszáldobosi és szentkeresztbányai parókián is rakott kályhákat. Közben elvégzi az esti líceumot az akkor Petru Groza Középiskolának nevezett iskolában (ma: Tamási Áron Gimnázium), és 1966 júniusában érettségizett. Ez alatt a hét év alatt tagja volt az Székelyudvarhelyi Kultúrház rajzkörének, ahol Maszelka János festőművésztől tanult rajzolni és festeni. A kolozsvári művészeti főiskola kerámia szakára (ma: UAD) sem juthatott be származása miatt. Ezért 1966 őszén a teológia tanulmányozása mellett kötelezte el magát és a képzőművészet terén autodidaktaként képezte magát.
1970-ben a kolozsvári Protestáns Teológián (ma: Kolozsvári Protestáns Teológiai Intézet) szerzett teológiai oklevelet. Teológiai tanulmányait Kolozsvár után Bukarestben és Nagyszebenben folytatta, majd 1972-ben tett lelkészi vizsgát. 1973. április 1-én szentelték lelkésszé Kolozsváron.
1972-ben megnősült, Adorjáni Évával kötött házasságából három lánya született: Márta, Sára, Ágnes.
Segédlelkészi szolgálatot a Dési Egyházmegyéhez tartozó Mezőkeszüben teljesített 1972 szeptembere és 1973 júliusa között, közben helyettes lelkészként szolgált 1972. augusztusától 1974 októberéig a Dési Református Egyházmegyéhez tartozó Sajószentandráson, majd itt és az ehhez tartozó leányegyházközségben, Sajóudvarhelyen volt rendes lelkipásztor (1974–1981). Az egyházmegyénél 1977-től fegyelmi  bizottsági tag volt, és 1981-től tanácsos.
1978 októbere és 1979 júliusa között Svájcban a Zürichi Egyetemen képezte tovább magát újszövetségi teológia területén.
1981 júliusától 1990 szeptemberéig a Hargita megyei Szentkeresztbánya (Szentegyháza, Vlahica) volt lelkészi szolgálatának helye. Ebben a periódusban a Székelyudvarhelyi Református Egyházmegye missziói előadója.
1989 novemberében több erdélyi református, katolikus lelkipásztorral együtt aláírta a Tőkés László mellett szolidaritást vállaló, Erdélyben elsőként publikált állásfoglalást.
1990-től 1993-ig a Kolozsvári Protestáns Teológiai Intézet főkönyvtárosaként tevékenykedett. Megkezdte a könyvek számítógépes feldolgozását és a könyvtár átszervezését. Szervezettebbé tette azt az adminisztráció pontos vezetésével és az olvasóterem átgondolt rendszerezésével. A teológusoknak szakmai bibliográfiát állított össze. Címert tervezett a könyvtárnak.
1993-ben elvált családjától, gyülekezeti kinevezést kért Csiha Kálmán püspöktől, így rövid időre Csomakőrösre került. 1993 április 1-től Bágyban szolgált 1995 októberéig, 1994 márciusától betegnyugdíjasként. 1995-ben Kecseten telepedett le, újra elkezdett rajzolni, festeni, fordítani, művészettörténeti tanulmányokat írni.
Elhatalmasodó betegsége miatt egyre kevesebb kapcsolatot tartott a külvilággal, a családdal. 2012. szeptember 25-én kecseti magányában halt meg.
A lelkészi szolgálat mellett gazdag teológiai irodalmi tevékenységet fejtett ki és a művészettörténet területén is maradandót alkotott. Teológiai tanulmányait, fordításait és művészettörténeti írásait a Református Szemle, az Igehirdető, a Keresztény Magvető, az Erdélyi Művészet és a Székelyföld kulturális folyóirat közölte.

## Munkái

### Igehirdetési vázlatok
Igehirdetési vázlatok [Zsolt 50,7–14, 23; Zsolt 65,1–5; Zsolt 73,21–26; Zsolt 81,1–9]. In: Református Szemle, 1972/339–341. p.
Virágvasárnap: Zak 9,9–11. In: Református Szemle, 1978/340. p.
Reminiscere vasárnap: 1Jn 2,20–24. In: Református Szemle, 1980/255. p.
A megvetettek pártfogója: Mt 5,3. In: Református Szemle, 1987/146–147. p.
„Velünk az Isten”: Mt 1, 20–23. In: Református Szemle, 1988/130–131. p.

### Igehirdetések
Isten népének lenni: 2Móz 19,1–6 [Vasárnapi prédikáció]. In: Igehirdető, 1991/139–141. p.
Isten elkötelező cselekedete: 1Tim 2,5–6 [Vasárnapi prédikáció]. In: Igehirdető, 1991/334–336. p.
Térj vissza: Hós 14,2–3 [Vasárnapi prédikáció]. In: Igehirdető, 1992/5–8. p.
Ez a nap: Zsolt 118,24-26. [Virágvasárnapi prédikáció] In: Igehirdető, 1992/138–140. p.
Isten szolgája: Jn 12,26 [Temetési igehirdetés]. In: Igehirdető, 2002/384–385. p.
Reformációi igehirdetésre készülve a Róma 16,24 alapján. In: Igehirdető, 2002/443–442. p.
Adventi igehirdetésre készülve a Máté 11,2–6 alapján. In: Igehirdető, 2002/498–500. p.
Karácsonyi igehirdetésre készülve a Máté 1,20–23 alapján. In: Igehirdető, 2002/536–539. p.
Isten hatalmas szeretete: Zsolt 34, 19–20 [Temetési igehirdetés]. In: Igehirdető, 2002/161–163. p.
Kegyelem alatt: Róm 16,24 [Reformációi prédikáció]. In: Igehirdető, 2002/441–442. p.
Krisztusra várva: Mt 11,2–6 [Adventi prédikáció]. In: Igehirdető, 2002/499–500. p.
A beteljesedés öröme: Mt 2,1–12 [Karácsonyi prédikáció]. In: Igehirdető, 2002/537–539. p.
Isten közelsége: Ézs 57,15 [Vasárnapi prédikáció]. In: Igehirdető, 2003/541–542. p.
Hármas jel: 1Kor 13,13 [Vasárnapi prédikáció]. In: Igehirdető, 2004/7–9. p.
Újjáteremtő szeretet: 1Kor 13, 4–7 [Vasárnapi prédikáció]. In: Igehirdető, 2004/207–211. p.
A tökéletesség kötele [Vasárnapi prédikáció]. In: Igehirdető, 2004/211–214. p.
Kényszer nélkül: Márk 12,28–34 [Vasárnapi prédikáció]. In: Igehirdető, 2004/355–358. p.
A rendkívüli út: 1Kor 12,27–31 [Vasárnapi prédikáció]. In: Igehirdető, 2006/72–74. p.
Áldjad én lelkem: Zsolt 103,2 [Prédikáció újkenyér ünnepére]. In: Igehirdető, 2006/366–368. p.
A teljes bizalomért: 2Kir [Vasárnapi prédikáció]. In: Igehirdető, 2006/404–407. p.
Szeretettel: 1Kor 13, 1–3 [Vasárnapi prédikáció]. In: Igehirdető, 2006/72–74. p.
Meghallotta Isten. 1Mózes 21,17–18 [Vasárnapi prédikáció]. In: Igehirdető, 2007/155–157 p.
A kegyesség haszna. 1Tim 4,5b–8 [Konfirmációi prédikáció]. In: Igehirdető, 2007/328–330 p.
Sorsunk ellen. Ézs 42,3 [Vasárnapi prédikáció]. In: Igehirdető, 2007/395–398 p.
A megtalált kincs: Mt 13,44. [Vasárnapi prédikáció]. In: Igehirdető, 2011/419–422. p.
Így s így szóla. 2Kir 5,1–4. [Prédikáció szórványmisszióvasárnapjára]. In: Igehirdető, 2012/431–433. p.
Hadd jöjjön hozzám. 2Kir 5,5–8. [Prédikáció a református iskolák vasárnapjára]. In: Igehirdető, 2012/434–437. p.
És megújult az ő teste. 2Kir 5,9–14 [Vasárnapi prédikáció]. In: Igehirdető, 2012/438–437. p.ó

### Exegézisek
Hozzászólás a Róm 8,2 fordításához. In: Református Szemle, 1982/323–324. p.
A kopt nyelvű Tamás-evangélium. In: Református Szemle, 1982/422–433. p.
A tékozlás fogalma Lukács evangéliumában. In: Református Szemle, 1984/76–78. p.
Szentlelke és Igéje által. In: Református Szemle, 1985/469–473. p.
Susárló vagy rágalmazó? In: Református Szemle, 1989/84–93. p.

### Tanulmányok
„Mindeneknek szolgája”. In: Református Szemle, 1982/390–396. p.
Az apokrifus vagy egyházi iratokról. In: Református Szemle, 1983/110–115. p.
„Legyen bennetek só!” In: Református Szemle, 1984/119–124. p.
Jakab apostol intelme. In: Református Szemle, 1985/315–322. p.
Mit ábrázol a sajóudvarhelyi dombormű? In: Református Szemle, 1986/35–40. p.
Az a bizonyos „eleven szén”. In: Református Szemle, 1988/27–34. p.
„Krisztusnak beszéde”. In: Református Szemle, 1989/381–390. p.
Az imádság a gyülekezet mai életében. In: Református Szemle, 1991/208–218. p.
Az Ótestamentum tipológiai magyarázata. In: Református Szemle, 1992/18–34. p.
A két testamentum egységének kérdése a theologia történetében. In: Református Szemle, 1992/254–267. p.
Emberhalászok. In: Keresztény Magvető, 1999/34–42. p., 1999/168–175. p.
Kishámfától a Pányaprósáig. In: Székelyföld, 1999/6, 86–89. p.
Brummer József képmása alá (Tanulmány Henri Rousseau Brummer József képmása (1909) című festményéről). In: Székelyföld, 1999/11, 139–146. p.
Mit ábrázol a sajóudvarhelyi dombormű? In: Székelyföld, 2000/1, 133–142. p.
A kétkulacsosságról. In: Református Szemle, 2000. 93–97. p.
Szallai kasza. [A Heltai Gáspár Háló… című művében, annak különböző kiadásaiban előforduló "szallai kasza" szóösszetételről]. In: Székelyföld, 2002/10, 127–131. p.
Tiziano és az adógaras. In: Erdélyi Művészet, 2002/3, 24–28. p.
INRI [Tanulmány Szalay Lajos INRI című bronzplakett és Jézus keresztrefeszítése című tollrajz munkái alapján]. In: Erdélyi Művészet, 2003/2, 24–29. p.
Brummer József képmása alá. In: Erdélyi Művészet, 2004/3, 16–22. p.
Bölcs Salamon példabeszédei. In. Református Szemle, 2003/123–135. p.
A művészet szolgálata. In: Református Szemle, 2006/222–234. p.
Mit ábrázol az sajóudvarhelyi dombormű? [A Református Szemle, 1986/35–40. oldalain megjelent művészettörténeti tanulmány átdolgozott változata] Tart.: Német összefoglalás. In: Református Szemle, 2006/332–339. p.
Lófürösztés [Tanulmány Tompa László verse, Nagy Imre és Maszelka János azonos című képeiről]. In: Erdélyi Művészet 2007/23-26. p.
Tiziano és az adógaras. In: Református Szemle, 2007/1091–1096. p.
INRI [Szalay Lajos grafikus plakettje kapcsán.] Tart.: Német összefoglalás. In: Református Szemle, 2007/1097–1101. p.
Lófürösztés [Nagy Imre festményéről]. Tart.: Német összefoglalás. In: Református Szemle, 2007/1102–1105. p.
Főnix. In: Református Szemle, 2008/85–88. p.
János evangélista vagy Krisztus? In: Református Szemle, 2017/195–201. p.
Ábrahám áldozata. In: Református Szemle, 2018/587–606. p.
Világi piéták. In: Református Szemle, 2018/691–702. p.
Ahasvér. In: Református Szemle, 2019/62–78. p.
Aranylépcső. In: Református Szemle, 2019/203–212. p.
Az élet tánca. In: Református Szemle, 2019/309–312. p.
Brummer József képmása. In: Református Szemle, 2019/681–688. p.

### Könyvismertetők, folyóiratszemle
Im Kraftfeld des Evangeliums-Festschrift für Hermann Binder. In: Református Szemle, 1983/80. p.
Biblia. Ószövetségi és újszövetségi Szentírás. A Szent István Társulat kiadása 1979-ben. In: Református Szemle, 1983/153–154. p.
Incze János: Önarckép. In: Református Szemle, 1983/158–159. p.
Balogh Ferenc: Debreczeni László. In: Református Szemle, 1983/433–434. p.
Luther Márton végrendelete, In: Református Szemle, 1983/526–528. p.
Tőkés István: A Filippibeliekhez intézett levél magyarázata, In: Református Szemle, 1983/528–529. p.
Molnár Szabolcs: Berde Mária. In: Református Szemle, 1987/183–185. p.
Hermann Binder: Das Gleichnis von dem Richter und der Witwe. In: Református Szemle, 1989/343–345. p.
Folyóiratszemle. In: Református Szemle, 1991/163–166., 257–258., 479–481., 568–572. p.
Hans Klein: Leben neu entdekken. [Könyvismertető] In: Református Szemle, 1992/154–155. p.
Folyóiratszemle. In: Református Szemle, 1992/159–161. p.

### Szöveggondozások
Horváth István: A világ megváltásáról szóló evangélium és az anyaszentegyház szolgálata. In: Református Szemle, 1991/10–24 p.
Horváth István: A szolidaritás bibliai fogalma. In: Református Szemle, 1991/95–101. p.
Horváth István: Két szinoptikus textus. In: Református Szemle, 1991/239–247. p.
Horváth István: Jézus találkozása a gazdag ifjúval: Mt 19,16– 30; Mk 10,17–31; Lk 18,18–30. In: Református Szemle, 1991/339–342. p.
Horváth István: Isten igaz tisztelete. [Jézus törvény-magyarázata a Hegyi beszédben.] In: Református Szemle, 1991/552–560. p.
Maksay Albert: Pál apostol írásos missziói munkásságának előzményei. In: Református Szemle, 1992/35–38. p.
Horváth István: A megdicsőülés hegyén: Mt 17, 1–8; Mk 9,2–8; Lk 9,28–37. In: Református Szemle, 1992/149–151. p.
Horváth István: Két evangéliumi történet. Péter apostollá történő elhívása – a csodálatos halfogás: Lk 5,1–11; A gutaütött meggyógyítása: Mk 2,1– 12, Lk 5,17– 26. In: Református Szemle, 1992/224–229. p.
Horváth István: Újabb szinoptikus textus. In: Református Szemle, 1992/71–74. p.

### Fordítások
Rudolf Bohren: Bizonytalanságok. In: Református Szemle, 1991/314–330. p.
Jan Vencovsky: A két szablya: Lk 22, 35–38. In: Református Szemle, 1991/467–474. p.
Gerhard von Rad: Bölcsesség és kultusz. In: Igehirdető, 1991/331–333. p.
Eduard Schweizer: A bűneset: 1Móz 3,1–7. In: Igehirdető, 1991/435-438. p.
Eduard Schweizer: Teremtés: 1Móz 1,1–2,3. In: Igehirdető, 1991/404–407. p.
Jan Vencovsky: A prédikáció: Mt 7,28–8,7. In: Igehirdető, 1991/471–474. p.
Hans Joachim Iwand: Lukács 1,68–79. In: Igehirdető, 1991/491–497. p.
Eduard Schweizer: Jézus Isten történetének célja: Mt 1,1–17. In: Igehirdető, 1991/535–537. p.
Johann Albrecht Bengel: A nagy titok. 1Tim 3,16. In: Igehirdető, 1991/550–553. p.
Eduard Schweizer: Az érthetetlen Isten: 1Móz 22,1–14. In: Igehirdető, 1992/27–29. p.
Eduard Schweizer: Kivonulás: 2Móz 14,10–22.30–31. In: Igehirdető, 1992/74–78. p.
Eduard Schweizer: Isten pedig hallgat? Jer 28,1–17. In: Igehirdető, 1992/114–118. p.
Eduard Schweizer: Ujjongó gyermekek: Mt 21,10–22. In: Igehirdető, 1992/143–146. p.
Johann Albrecht Bengel: A húsvéti öröm. Mk 16,1–8. In: Igehirdető, 1991/155–159. p.
Claus Westermann: Örüljetek együtt Jeruzsálemmel! Ézs 66,6–16. In: Igehirdető, 1992/199–201. p.
Eduard Schweizer: Anyáknapi igehirdetés: 1Sám 1,1–28. In: Igehirdető, 1992/224–227. p.
Johann Albrecht Bengel: Ama Vigasztaló és az Isten barátai: Jn 14,26. In: Igehirdető, 1992/275–277. p.
Walter Lüthi: A Lélek szabadsága: Róm 8,14—15. In: Igehirdető, 1992/287—290. p.
Eduard Schweizer: Istentisztelet az Újtestamentumban és templomépítés ma. In: Református Szemle, 2006/151–159. p.
David Flusser: A zsidólét élménye. In: Református Szemle, 2006/503–511. p.

## Kéziratban maradt munkái

### Kéziratban maradt munkák közül a legfontosabbak
Kezdve a János keresztségétől. A két testamentum kontinuitása a Lukács írásaiban, Keresztelő János üdvtörténeti szerepének ábrázolásával (doktori dolgozat, 1985, 200 p.)
Eduard Schweizer: Jézus Krisztus az Újtestamentum bizonyságtételében. (fordítás, 1986–1992, 277 p.)
Klaus Berger: Az Újtestamentum exegézise. (fordítás, 1986, 398 p.)
Bölcs Salamon példabeszédei (575 p.)
A példabeszédek könyvének kommentárja II. rész, 2007, 279–556 pp. (kommentár, ld. KPTI Könyvtár/1MS755)
Ajánló bibliográfia, 1991, II, 55, 5 p. (ld. KPTI Könyvtár/1MS1045)
Művészettörténeti tanulmányok (100 p.)

### Kéziratban maradt szöveggondozások
Horváth István: Péter apostollá történő elhívása: a csodálatos halfogás. [11] p.
Horváth István: Az Úr imádsága. 6 p.
Horváth István: Péter vallástétele. 6 p.
Horváth István: A megdicsőülés hegyén. [4] p.

## Kiállításai
1998. március 6–28 között, Székesfehérváron a Pelikán Galériában, Zsigmond Aranka textilművésszel közösen állított ki munkáiból.
2002. október 18-án az 1996 és 2002 között készített olajfestményeiből és akvarelljeiből nyílt kiállítása a kolozsvári Pro Iuventute Galériában.
2003 júniusában tartották a kolozsvári Protestáns Teológia Intézet könyvtárosa, Kurta József Tibor által, a művészlelkészek alkotásaiból szervezett bemutatót, köztük a Bak Ároné is, Pap-art címmel.
2005. október 4-én Szászrégenben, a református egyházközség DIO Házában volt festészeti tárlata.
2006 márciusában Székelyudvarhelyen a Haáz Rezső Múzeum képtárában volt kiállítása.
2023. március 19-én nyílt emlékkiállítása a kolozsvári Törökvágási Református Egyház Kányafő Galériájában.

## Tudományos munkájára való hivatkozások forrásai
Adorjáni Zoltán: Az új magyar bibliafordítás erdélyi recepciója. In: Református Szemle, 2007/11–21 p.
Marjovszky Tibor: Mindenek ellenére – gondolatok a 100 éves Református Szemle ószövetségi anyagához. In: Református Szemle, 2007/1280–1288 p.
Győri István: Az újszövetségi tudományok a százéves Református Szemlében. In: Református Szemle, 2007/1289–1294
Fekete Károly, ifj.: A 100 éves Református Szemle liturgikai, himnológiai és homiletikai írásainak főbb vonásai. In: Református Szemle, 2007/1295–1306. p.
Bekő István Márton: Karl Barth hatása az erdélyi biblikus teológiára. In: Református Szemle, 2013/595–609 p.
Balogh Csaba: Az erdélyi protestáns biblikus kutatás 2002–2013 között. In: Magyar tudományosság Romániában 2002–2013 között. Kolozsvár: Ábel Kiadó, 2015, 231–243 p.
Adorjáni Zoltán: Horváth István írásai. In: Református Szemle, 2013/573–582 p.